# Fritz Schwind
Fritz Schwind (* 1. Juni 1913 in Innsbruck; † 17. April 2013 in Wien) war ein österreichischer Rechtswissenschaftler, Mitglied der Österreichischen Akademie der Wissenschaften und emeritierter Professor der Universität Wien.

## Leben
Fritz Schwind wuchs in Wien und in der Tiroler Gemeinde Gnadenwald auf, in der seine Familie einen Sommersitz besaß. Die Volksschule besuchte er in Gnadenwald, Innsbruck und Wien. Seine Matura legte er am Gymnasium Fichtnergasse in Wien-Hietzing ab. Zu seinen Schulkollegen gehörten der spätere Bischof der Diözese Eisenstadt Stephan László und der Kurienkardinal Alfons Maria Stickler. Sein Vater war der Rechtshistoriker und Rektor der Universität Wien im Studienjahr 1919/20, Ernst (Freiherr von) Schwind (1865–1932). Fritz Schwind war mit der Künstlerin Christl von Schwind, geb. Gross (oder Grohs, 1913–2002) verheiratet. Er ist ein Großneffe des Malers Moritz von Schwind.
Von 1931 bis 1936 studierte Fritz Schwind Rechtswissenschaft an den Universitäten Wien und München. Zu seinen Lehrern in Wien gehörten Heinrich von Srbik und Alfred Verdroß-Droßberg. In München war er Schüler Leopold Wengers, dem er zurück nach Wien folgte. Die Promotion fand am 4. Februar 1936 statt. Die Erfahrungen aus den politischen Auseinandersetzungen, die er in seiner Studentenzeit erlebte, prägten sein Verhalten und kamen ihm in den Auseinandersetzungen des Jahres 1968 zugute.
Ab 1. April 1936 arbeitete Fritz Schwind am Bezirksgericht Hietzing und bereitete sich auf das Richteramt vor. Gleichzeitig arbeitete er weiter bei Leopold Wenger an seiner Habilitationsschrift. Nach der Emeritierung Wengers 1939 stieß seine Habilitation auf Widerstände, er erhielt vom Wiener Professor Ernst Schönbauer den Rat, seine Tätigkeit im „Altreich“ fortzusetzen.
Fritz Schwind nahm auf Empfehlung Leopold Wengers eine Assistentenstelle bei Rolf Dietz an der Universität Gießen an. Einer seiner Kollegen an dieser Universität war Günther Beitzke. In Gießen erfolgte die Habilitation 1939 mit einer Arbeit über die Publikation im Recht der Antike ohne weitere fachliche Schwierigkeiten. Mit 26 Jahren war er der jüngste juridische Dozent des damaligen Deutschland. Am 1. Juli 1940 trat Schwind der NSDAP bei (Mitgliedsnummer 8.140.106). 1940 legte er das Assessorexamen ab.
Mit März 1941 wurde er zur Wehrmacht einberufen. Sein Wehrdienst im Zweiten Weltkrieg führte ihn bis nach Nordafrika, wo er an Gelbsucht erkrankte. Während dieser Zeit und später in der Genesendenkompanie setzte er seine Beschäftigung mit dem Familienrecht fort.
Nach Kriegsende war er 1945 kurz als Verkaufsdirektor einer Farbenfabrik in Tirol tätig. 1946 begann er als Richter am „Grauen Haus“, dem Landesgericht für Strafsachen in Wien. Mit 1. Jänner 1948 wurde er in die Legislativabteilung des Bundesministeriums für Justiz aufgenommen.
Ab 1949 war er außerordentlicher, ab 1955 ordentlicher Professor für Zivilrecht und Internationales Privatrecht an der Universität Wien. In dieser Zeit blieb er dem Bundesministerium für Justiz als Konsulent und Vertreter Österreichs in internationalen Gremien verbunden. Der Romanistik blieb er ebenfalls treu und war gemeinsam mit Heinrich Demelius an der Berufung weiterer Professoren beteiligt, so zum Beispiel bei Walter Selb.
Im Jahr 1966 war er Gastprofessor an der Ain-Shams-Universität in Kairo.
Zum Dekan der juridischen Fakultät Wien wurde er für die Studienjahre 1956/57 und 1964/65 gewählt, im Studienjahr 1967/68 war er Rektor der Wiener Universität. In seine Amtszeit fiel einer der Höhepunkte der Studentenbewegung 1968, die „Uni-Ferkelei“ im Rahmen des Wiener Aktionismus.
Fritz Schwind wurde von den Universitäten Freiburg im Breisgau, Innsbruck, Triest, Budapest und Verona mit der Würde eines Ehrendoktors ausgezeichnet.
Von 1969 bis 1983 war Fritz Schwind Präsident des Österreichischen Juristentages. Er war wirkliches Mitglied der philosophisch-historischen Klasse der Österreichischen Akademie der Wissenschaften. Fritz Schwind war Ehrenmitglied des Institut de Droit international, Mitglied des Institut hellénique de droit étranger et international privé, und Titularmitglied der Académie internationale de droit comparé. Er war Mitglied des Ständigen Schiedshofes in Den Haag.
Als Professor der Universität Wien betreute er die Habilitationen von Rudolf Strasser, Michael Schwimann, Hans Hoyer, Herbert Zemen und Gerte Reichelt. Er emeritierte 1983.
1988 wurde Fritz Schwind der Preis der Stadt Wien für Geisteswissenschaften verliehen.
Aufsehen über die Grenzen des universitären Lebens hinaus erweckte im Jahr 2002 seine Aussage in einem Gastkommentar einer österreichischen Tageszeitung, „die Wehrmachtsausstellung wäre verzichtbar.“ Fritz Schwind, der damals knapp 89-jährige Kriegsteilnehmer, hatte aus dem Titel der Ausstellung „Verbrechen der Wehrmacht. Dimensionen des Vernichtungskrieges 1941–1944.“ den Schluss gezogen, es sollte der Eindruck erweckt werden, die Wehrmachtsmitglieder insgesamt seien durch Verbrechen belastet. Dem wurde von Richard Olechowski, dem früheren Vorstand des Instituts für Erziehungswissenschaft der Universität Wien, mit den folgenden Worten widersprochen unter Hinweis darauf, dass die Ausstellung durchaus ein differenziertes Bild zeichne: „Die Grundaussage der Ausstellung ist die, dass die Wehrmacht als solche in den bewusst geplanten und gezielten Vernichtungskrieg involviert war. Die Formulierung ‚die Wehrmacht als solche‘ ist von der Formulierung ‚alle Wehrmachtsangehörigen‘ klar zu trennen.“

## Leistungen
Fritz Schwind war zu Beginn seiner wissenschaftlichen Laufbahn ein Vertreter der Antiken Rechtsgeschichte. Diese Forschungsrichtung wurde durch Leopold Wenger begründet. Sie blieb nach Wengers Emeritierung an der Wiener juridischen Fakultät für die Besetzung einer der Lehrkanzeln maßgebend: Sibylle Bolla-Kotek, Walter Selb, Gerhard Thür und Peter Pieler haben dieses Fach vertreten. Die Verbindung zu diesem Rechtsgebiet blieb während seiner Professur für Bürgerliches Recht bestehen: Fritz Schwind war berechtigt, an der Wiener juridischen Fakultät Kandidaten aus dem Römischen Recht zu prüfen.
Schwerpunkte seiner wissenschaftlichen Arbeit waren in weiterer Folge das internationale Privatrecht und die Rechtsvergleichung. Die Zeitschrift für Rechtsvergleichung - ZfRV wurde 1960 von ihm begründet.
Seine wissenschaftliche Arbeit ist in Veröffentlichungen einer Kommission der Österreichischen Akademie der Wissenschaften und in einer Reihe von Beiträgen in der von ihm gegründeten Zeitschrift für Rechtsvergleichung dokumentiert.
Neben seiner Arbeit an der Universität war er gefragter Gutachter in grenzüberschreitenden Fragen des bürgerlichen Rechts: Grund dafür waren die unterschiedlichen Regeln für Eheschließung, Ehescheidung und Vermögensübertragung, die dazu führen können, dass Menschen für einen Staat als verheiratet oder Sachen für einen Staat als verkauft gelten, für einen anderen jedoch nicht. Gründe dafür können in der Nichtanerkennung von Scheidungen in scheidungsfeindlichen Rechtsordnungen liegen oder in unterschiedlichen Regeln über eine notwendige Übergabe (Registereintragung usw.) von Sachen nach einem Kauf. Die unbefriedigenden Ergebnisse unterschiedlicher Rechtsregeln sind Schwerpunkte der Tätigkeit der Haager Konferenz für Internationales Privatrecht und anderer internationaler Institutionen und Regelwerke, so beispielsweise der UNCITRAL, des UN-Kaufrechts oder europarechtlichen Regeln wie dem EuGVVO.
Fritz Schwind wird als der Doyen des österreichischen Internationalen Privatrechts bezeichnet.
Als Konsulent des Bundesministeriums für Justiz war er ständiger österreichischer Delegierter bei der Haager Konferenz und in anderen internationalen Gremien. Fritz Schwind war weiters maßgebend an der Reform des österreichischen Familienrechts beteiligt. Zur lange diskutierten Frage, ob und in welchen Grenzen die Ehescheidung erleichtert werden solle, wird er mit dem Satz zitiert „Die Scheidung, die das Leben vollzogen hat, ist nicht dadurch zu beseitigen, dass das Recht sie verweigert“.
Seine Glaubwürdigkeit, Toleranz und Verständnis für die Jugend, die von seinem persönlichen Auftreten unterstrichen wurden, erhielten auch Anerkennung durch Personen, die nicht seiner Gesellschaftsschicht, dem Beamtenadel des ehemaligen Österreich-Ungarn, angehörten.
Seine Erfahrungen mit politischen Diskussionen aus den 1930er Jahren während seiner Studienzeit um die Machtübernahme durch die Nationalsozialisten in München und sein besonnenes Auftreten haben mit dazu beigetragen, dass es an der Wiener Universität in seiner Rektoratszeit 1967/68 keine größeren Ausschreitungen gab.

## Werke (Auswahl)
Das Werkverzeichnis von Fritz Schwind umfasst in der Festschrift zu seinem 80. Geburtstag die Seiten 337–340. Die folgenden Zitate umfassen den Arbeitsbereich von Fritz Schwind.
- Zur Frage der Publikation im römischen Recht mit Ausblicken in das altgriechische und ptolemäische Rechtsgebiet (= Münchener Beiträge zur Papyrusforschung und antiken Rechtsgeschichte. Band 31). München 1940 (Habilitationsschrift). 2. Auflage München 1973. ISBN 3-406-00631-0.
- Studien zum Eherecht. In: Juristische Blätter. 68. Jahrgang. Wien 1946. Heft 14, Juni 1946, Seiten 285–293 und Heft 15, Juli 1946, Seiten 320–326.
- Römisches Recht. Teil 1: Geschichte. Rechtsgang. System des Privatrechtes. Wien 1950. Unveränderter Nachdruck Wien-New York 1971.
- Kommentar zum österreichischen Eherecht. Wien 1951. 2. Auflage Wien 1980 (= Manzsche Handkommentare zum österreichischen Recht. Band 1). ISBN 3-214-04011-1.
- Geistige und historische Grundlagen des internationalen Privatrechtes. Wien 1959 (= Anzeiger der philosophisch-historischen Klasse der Österreichischen Akademie der Wissenschaften. Nr. 6. Jahrgang 1959).
- Raum und Zeit im internationalen Privatrecht. In: Ernst von Caemmerer, Arthur Nikisch, Konrad Zweigert: Vom deutschen zum europäischen Recht. Festschrift für Hans Dölle. Band II – Internationales Recht. Tübingen 1963. Seiten 105–117.
- Das internationale Privatrecht in der Rechtsordnung. Inaugurationsrede vom 19. Oktober 1967. Wien 1967.
- Die Anwendung fremden Rechts im IPR. Vortrag beim IX. Internationalen Kongresses des Lateinischen Notariates am 10. September 1967 in Salzburg. ohne Ort 1967.
- Entwurf für ein Gesetz über das Internationale Privatrecht. In: Zeitschrift für Rechtsvergleichung – ZfRV. ISSN 0514-275X. Jahrgang 1971, Seiten 161–248.
- Zivilrecht I. In: Erich Benedikt: Rechtskunde. Bericht über die Arbeitstagung „Rechtskunde“ für Lehrer an allgemeinbildenden höheren Schulen in Graz vom 28. August bis 8. September 1972 (= Beiträge zur Lehrerfortbildung. Band 13). Herausgegeben vom Bundesministerium für Unterricht, Kunst und Sport, Pädagogische Abteilung für das Allgemeinbildende Höhere Schulwesen. Wien 1975. ISBN 3-215-01986-8, Seiten 137–157.
- Handbuch des österreichischen internationalen Privatrechts. Wien-New York 1975. ISBN 3-211-81307-1.
- Probleme des europäischen Gemeinschaftsrechts (= Veröffentlichungen der Kommission für Europarecht, internationales und ausländisches Privatrecht. Band 1). (= Österreichische Akademie der Wissenschaften. Sitzungsberichte der philosophisch-historischen Klasse. Band 302). Wien 1976. ISBN 3-7001-0154-6.
- Internationales Privatrecht. Das IPR-Gesetz vom 15. Juni 1978 samt einschlägigen sonstigen Rechtsvorschriften und zwischenstaatlichen Abkommen mit ausführlichen Erläuterungen (gemeinsam mit Alfred Duchek). (= Manzsche Gesetzesausgaben, Sonderausgabe Band 53). Wien 1979. ISBN 3-214-03041-8.
- Studien zum islamischen Recht. Mit den Beiträgen: Noel J. Coulson: The Islamic legal System. – The Family in Islamic law. Abdelwadoud Yehia: Neue Aspekte im islamischen Recht (= Veröffentlichungen der Kommission für Europarecht, internationales und ausländisches Privatrecht. Band 2). (= Österreichische Akademie der Wissenschaften. Sitzungsberichte der philosophisch-historischen Klasse. Band 408). Wien 1983. ISBN 3-7001-0549-5.
- Gesetzgebung und Praxis in der UdSSR. ausgewählte Fragen (= Veröffentlichungen der Kommission für Europarecht, internationales und ausländisches Privatrecht. Band 4). (= Österreichische Akademie der Wissenschaften. Sitzungsberichte der philosophisch-historischen Klasse. Band 449). Wien 1985. ISBN 3-7001-0696-3.
- Aktuelle Fragen zum Europarecht aus der Sicht in- und ausländischer Gelehrter (= Veröffentlichungen der Kommission für Europarecht, internationales und ausländisches Privatrecht. Österreichische Akademie der Wissenschaften. Band 5). (= Sitzungsberichte der philosophisch-historischen Klasse. Band 464). Wien 1986. ISBN 3-7001-0750-1.
- Europarecht, internationales Privatrecht, Rechtsvergleichung (= Österreichische Akademie der Wissenschaften. Veröffentlichungen der Kommission für Europarecht, internationales und ausländisches Privatrecht. Band 6). (= Österreichische Akademie der Wissenschaften. Sitzungsberichte der philosophisch-historischen Klasse. Band 500). Wien 1988. ISBN 3-7001-1302-1.
- Österreichs Stellung heute in Europarecht, IPR und Rechtsvergleichung (= Veröffentlichungen der Kommission für Europarecht, internationales und ausländisches Privatrecht.  Band 8). (= Österreichische Akademie der Wissenschaften. Sitzungsberichte der philosophisch-historischen Klasse. Band 526). Wien 1989. ISBN 3-7001-1577-6.
- Internationales Privatrecht. Lehr- und Handbuch für Theorie und Praxis. Wien 1990. ISBN 3-214-06089-9.
- Österreichs Weg in die EG. Beiträge zur europäischen Rechtsentwicklung (= Veröffentlichungen der Kommission für Europarecht, internationales und ausländisches Privatrecht. Österreichische Akademie der Wissenschaften. Band 11). (= Sitzungsberichte der philosophisch-historischen Klasse. Band 577). Wien 1991. ISBN 3-7001-1883-X.
- Rechtsstudium für das Europa von Morgen (= Veröffentlichungen der Kommission für Europarecht, Internationales und Ausländisches Privatrecht. Band 12). (= Österreichische Akademie der Wissenschaften. Sitzungsberichte der philosophisch-historischen Klasse. Band 576). Wien 1991. ISBN 3-7001-1872-4.
- Das Familienrecht. In: Armin Ehrenzweig: System des österreichischen allgemeinen Privatrechts. Band 3 der 3. Auflage Wien 1984. ISBN 3-214-04654-3.
- Gesetzesstaat oder Rechtsstaat. In: Österreichische Juristen-Zeitung – ÖJZ. Jahrgang 2001. Seiten 741–745.
- Ignaz Seidl-Hohenveldern (= Almanach der Österreichischen Akademie der Wissenschaften. 151. Band). Wien 2001. ISSN 0378-8644. Seiten 539–540.
- Gedichte. Aus dem Nachlass von Christl von Schwind. Wien 2003. ISBN 3-85437-102-0.
- Günther Beitzke (= Almanach der Österreichischen Akademie der Wissenschaften. 154. Band). Wien 2004. ISSN 0378-8644. Seiten 517–521.
- Persönliche Erinnerungen an Leopold Wenger. und Gedenken an Leopold Wenger. In: Gerhard Thür: Gedächtnis des 50. Todesjahres Leopold Wengers (= Veröffentlichungen der Kommission für Antike Rechtsgeschichte. Band 12). (= Österreichische Akademie der Wissenschaften. Sitzungsberichte der philosophisch-historischen Klasse. Band 741). Wien 2006. ISBN 3-7001-3688-9. Seiten 5–8 und 45–53.